# Raphaël Liégeois
Raphaël Liégeois (Belgrade, 8 gennaio 1988) è un astronauta belga. Nel novembre 2022 è stato selezionato come astronauta dell'Agenzia spaziale europea; ha iniziato l'addestramento astronautico di base di un anno al Centro europeo per gli astronauti a Colonia in Germania nell'aprile 2023.